# Emil Radew

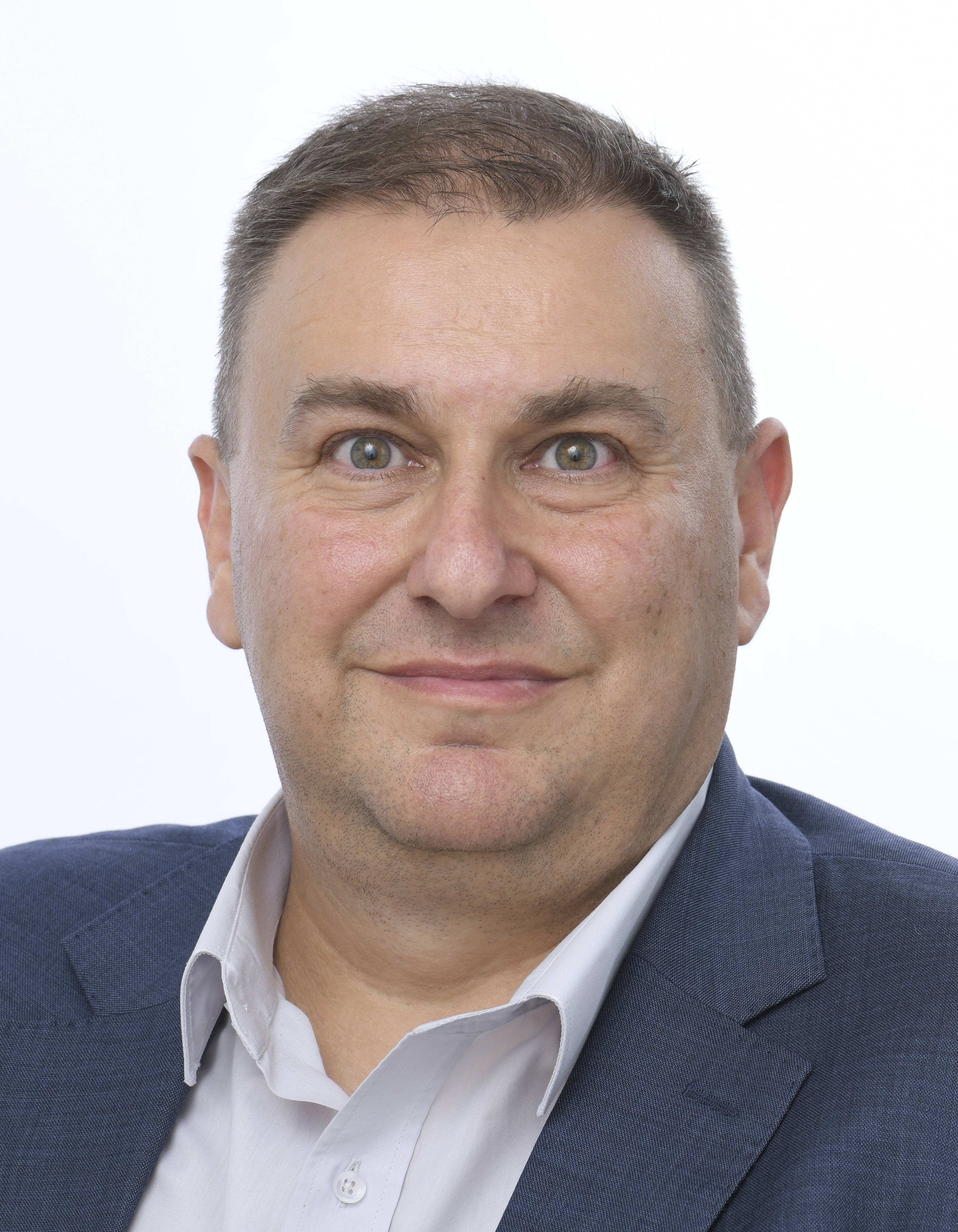
Emil Radew (2024)

Emil Radew (bulgarisch Емил Радев; * 26. Mai 1971 in Warna) ist ein bulgarischer Politiker der Partei GERB.

## Leben
2009 wurde Radew erstmals in das bulgarische Parlament (Narodno Sabranie) gewählt, 2013 erneut. Seit 2014 ist er Abgeordneter im Europäischen Parlament, in der Fraktion der Europäischen Volkspartei (Christdemokraten). Dort ist er Mitglied im Rechtsausschuss und arbeitet in der Delegation in den Ausschüssen für parlamentarische Kooperation EU–Kasachstan, EU–Kirgisistan, EU–Usbekistan und EU–Tadschikistan sowie für die Beziehungen zu Turkmenistan und der Mongolei.